# دي فيسترين
دي فيسترين ((بالفريزية الغربية: De Westerein)‏، (بالهولندية: Zwaagwesteinde)‏) هي قرية ببلدية دانتوماديل بمقاطعة فرايزلاند، هولندا.